# Die Hörige
Die Hörige ist ein schwedisches Schuldrama aus dem Jahre 1944 von Alf Sjöberg nach einem Drehbuch des Debütanten Ingmar Bergman. Die drei zentralen Antagonisten – der Schüler Jan-Erik und die Verkäuferin Bertha auf der einen und der Lehrer „Caligula“ auf der anderen Seite – werden von Alf Kjellin, Mai Zetterling und Stig Järrel gespielt.

## Handlung
Auf einem Stockholmer Gymnasium der frühen 1940er Jahre. Der despotische Lateinlehrer einer Oberprima hat in „seiner“ Schule ein Schreckensregiment errichtet. Die Kollegen meiden ihn so gut sie können, denn nicht nur die Schüler fürchten den rundlichen Mann, hinter dessen Maske einer aufgesetzten Freundlichkeit ein gnadenloses, sadistisches Wesen schlummert, das mit großer Freude die Schüler der L IV quält. Besonders auf den sensiblen und idealistischen Schüler Jan-Erik Widgren, der davon träumt, eines Tages ein Geigenvirtuose zu werden, hat es „Caligula“, wie man den Mann in einer Mischung aus Furcht und Abscheu bereits nennt, abgesehen. Jan-Erik befindet sich ohnehin schon in einer angespannten Situation: Im Elternhaus mangelt es an Kommunikation und seine große, heimliche Liebe, die junge Zigarettenverkäuferin Bertha Olsson, berichtet ihm, sie würde unter den Sadismen eines ihr nachstellenden Mannes leiden, von dem sich erst später herausstellen soll, dass es sich dabei um „Caligula“ handelt. Eines Nachts entdeckt der heimkehrende Jan-Erik die weinende Bertha auf der Straße, die offensichtlich unter Vergiftungserscheinungen leidet. Bertha, übermäßigem Alkohol und Männern nicht abgeneigt, wird von Jan-Erik nach Hause gebracht, und er weicht in der folgenden Nacht nicht mehr von ihrer Bettkante. Sein Kümmern um das noch sehr junge Mädchen führt zur allgemeinen Verschlechterung seiner schulischen Leistungen, und als „Caligula“ dahinterkommt, dass Jan-Erik sich für „sein“ Mädchen zu interessieren scheint, beginnt der Lateinlehrer dem sensiblen Jungen nun endgültig die Hölle auf Erden zu bereiten.
Darüber hinaus droht „Caligula“ Bertha damit, Jan-Erik bei nächster Gelegenheit durchfallen zu lassen, da er instinktiv merkt, dass auch die Verkäuferin Gefallen an dem attraktiven Schüler findet. „Caligulas“ Umgang mit Bertha wächst zu seelischer Brutalität aus, und eines Tages findet Jan-Erik seine Liebe leblos vor. Im Nebenzimmer befindet sich der allseits gehasste Lateinlehrer. Die polizeilichen wie ärztlichen Untersuchen gehen von einer Selbsttötung aus, doch für Jan-Erik ist klar, dass „Caligula“ eine große moralische Schuld an Berthas Tod trägt. Jan-Erik, der fortan wie ein Ankläger „Caligulas“ auftritt, schlägt diesen, als der sich aus seiner Schuld herauszuwinden versucht, vor dem Rektor ins Gesicht. Jan-Erik wird von der Schule religiert und begibt sich anschließend zu Berthas Wohnung. In diesem Zimmerchen trifft Jan-Erik auf den Rektor, der sich ebenfalls (von „Caligula“) befreit fühlt und keinerlei Anstalten macht, Jan-Erik wegen seiner Attacke auf den gehassten Kollegen zu rügen. Beide haben ein gutes Gespräch, und der Schulleiter bietet Jan-Erik an, ihm dabei zu helfen, sein Leben wieder in die richtige Bahn zu bringen. Als nach dem Abgang des Rektors plötzlich „Caligula“ in Berthas Apartment erscheint, bittet der weinerliche Mann Jan-Erik um Verständnis und Vergebung. Seine Macht, andere brechen zu wollen, hat er verloren. Jan-Erik verwehrt ihm jedoch seine Absolution und geht wieder nach draußen, in einen sonnigen Tag, der eine neue, eine bessere Zukunft verheißt.

## Produktionsnotizen
Die Dreharbeiten zu Die Hörige, in Deutschland gelegentlich auch als Raserei geführt, begannen mit den Innenaufnahmen am 21. Februar 1944, die am 31. März 1944 abgeschlossen wurden. Die Außenaufnahmen wurden an zehn Tagen in der zweiten Maihälfte desselben Jahres abgedreht. Bei den letztgenannten Aufnahmen führte Ingmar Bergman während der Abwesenheit Alf Sjöbergs das allererste Mal eigenständig Regie (erhielt aber dafür keine extra Namensnennung). Der fertige Film feierte am 2. Oktober 1944 seine Weltpremiere, die deutsche Erstaufführung fand erst 23 Jahre später, am 29. Juli 1967, statt.
Die Filmbauten schuf Arne Åkermark. Drehbuchautor Ingmar Bergman diente hier auch als Regieassistent Sjöbergs.
Für die knapp 19-jährige Mai Zetterling, die hier eine ihrer frühen Filmrollen spielte, bedeutete Die Hörige ihren Durchbruch als Filmschauspielerin.
Bei den Internationalen Filmfestspielen von Cannes wurde Die Hörige 1946 als einer von elf Filmen mit dem Grand Prix ausgezeichnet. Bei einer Abstimmung unter Schwedens Filmjournalisten belegte Die Hörige in der Spielzeit 1944/45 Platz 1.

## Wissenswertes
Der römische Despot und Kaiser Caligula (12–41 n. Chr.), der hier als Namensgeber für den verhassten Lateinlehrer herhalten muss, herrschte kurz nach Christi Geburt im alten Rom mit eiserner Hand und galt, selbst für die in der Antike herrschenden Verhältnisse, als überaus grausam und sadistisch.
Peter Ustinov war von dem Film derart begeistert, dass er danach ein Theaterstück schrieb, das 1948 in London als Frenzy (der englischsprachige Verleihtitel von Hets) uraufgeführt wurde.

## Kritiken
Der Film erhielt durchgehend überwältigende Kritiken: Nachfolgend eine kleine Auswahl:

„Die Hörige formulierte deutlich eine Attacke gegen Machtmißbrauch und Unmenschlichkeit der Starken gegen gegenüber den Schwachen – hier im Falle eines Lehrer-Schüler-Verhältnisses. Das Böse, dessen Erbärmlichkeit am Ende des Films offenbart wird, zeigt sich in Gestalt eines sadistischen Lehrers, dessen Gesichtszüge stark an die des nazistischen SS-Chefs Heinrich Himmler erinnern. Dadurch wurde Sjöbergs mutigster Film seiner Karriere zugleich zur politischen Allegorie auf das damalige Deutschland.“

Reclams Filmführer schrieb zu „Die Hörige“: „Hets verbindet Stilelemente des Expressionismus mit einem direkten politischen Bezug: ‚Caligula‘, der pathologische Lehrer, erscheint bewußt in einer Himmler-Maske. Gleichzeitig deutet sich hier ein Thema an, das Bergman später in seinen eigenen Inszenierungen mehrfach variierte: Der Protest der Jugend gegen die Welt der Erwachsenen…“

„Ein mit stilistischen Anleihen beim deutschen Expressionismus und mit politischen Bezügen (der Lehrer trägt die Züge Heinrich Himmlers) intensiv inszeniertes Drama. Erstaunlich, wie unmittelbar der Film bei einer aus heutiger Sicht stark veränderten Problemstellung, was Erziehungsfragen und Generationskonflikt betrifft, immer noch wirkt.“

Buchers Enzyklopädie des Films sah in dem Film sogar generell die „Wiedergeburt eines anspruchsvollen, schwedischen Films“ und resümierte: „Dieser Film über die Probleme eines Heranwachsenden mit einem sadistischen Lehrer und einer trunksüchtigen Prostituierten hinterließ mit seinen kraftvollen Bildern und starken schauspielerischen Leistungen großen Eindruck.“
Sadouls „Die Geschichte der Filmkunst“ nannte Die Hörige eine „subtile, gepflegte, psychologische Studie“.